# 아사카정
아사카정(安積町)은 후쿠시마현 아사카군에 설치되었던 정이다. 1965년 5월 1일 고리야마시와 아사카군 모든 정·촌(아사카정·미호타촌·오세촌·가타히라촌·기쿠타촌·히와다정·후쿠야마정·고난촌·아타미정), 다무라군의 다무라정이 합병, 고리야마시가 새롭게 설치되고 폐지되었다.

## 역사
- 1955년 3월 10일 - 아사카정 일부 및 미와촌과 호즈미촌이 합병하여 미호타촌이 신설되었다.
- 1965년 5월 1일 고리야마시와 아사카군 모든 정·촌(아사카정·미호타촌·오세촌·가타히라촌·기쿠타촌·히와다정·후쿠야마정·고난촌·아타미정), 다무라군의 다무라정이 합병, 고리야마시가 새롭게 설치되고 폐지되었다.